# ミニゲーム
ミニゲーム（minigame）は、小規模なゲームのこと。スポーツ（特に球技）やコンピュータゲームについて用いる。

## コンピュータゲーム
コンピュータゲームの中に含まれる短いゲームのことをミニゲーム（サブゲームとも）と呼ぶ。ゲーム本編よりも小規模で質素であり、本編とは異なるジャンルであることが多い。
このようなミニゲームはおまけの要素として含まれている場合と、メインのゲームをクリアするために必須のイベントとして用意されている場合がある。

### プレイが強制されないミニゲーム
以下の例では、ゲーム内にミニゲームがおまけの要素として用意されており、プレイすることによりアイテム・残機・ヒントなどを得ることができる作品もある。
- ドラゴンクエストシリーズ（RPG）内のカジノの各ゲーム（スロットマシン、テーブルゲームなど）
- 原人シリーズ（アクションゲーム）内のボーナスステージ
- 『スーパーマリオブラザーズ3』（アクションゲーム）内のボーナスゲーム（スロットマシン、神経衰弱）
- 『さんまの名探偵』（アドベンチャーゲーム）内の『ギャラクシガニ』（シューティングゲーム）
- 『がんばれゴエモン〜ゆき姫救出絵巻〜』（アクションゲーム）内の『グラディウス』（シューティングゲーム）

また、アクションゲームなどでは、アイテムを一定個数集めることによって、ステージ終了時に自動的にミニゲームが始まるものもある。
- 『スーパーマリオワールド』（アクションゲーム）内のビンゴゲーム - 「ゴールスター」を100以上集めると、ステージクリア後に発生する。

さらにRPGなどでは主人公の能力をミニゲームの成功で上昇させるものがある。
- 『ハイドライドII〜SHINE OF DARKNESS〜』（アクションロールプレイングゲーム）内の『寺院』（アクションゲーム）「腕力を上昇させる」
- 『ルーンワース〜黒衣の貴公子〜』（アクションロールプレイングゲーム）内の『寺院』（記憶ゲーム）「MPの最大値を上昇させる」

他にも対戦ゲームの勝者が、次の試合を有利に進められるようにアイテム等を手に入れられるチャンスゲームのようなものも存在する。
- ボンバーマンシリーズの一部作品[1]（アクションゲーム）内の対戦モード「バトルゲーム」終了後の各種『ミニゲーム』 - ルール設定画面であらかじめ、ゲーム終了後にミニゲームを行う設定をすることで、ゲームの優勝者がアイテムを入手するために挑戦する『ミニゲーム』をプレイすることができる。

### プレイが強制されるミニゲーム
以下の例は、ゲーム内のイベントで用意され、ミニゲームを行わないとストーリーを先に進めることができないものである。このようなミニゲームでは成功・失敗にかかわらずストーリーを先に進められるものもあるが、成功時と失敗時とではストーリーの進み方が異なったりする場合や、後の戦闘イベントに影響を及ぼしたりする場合もある。また『太閤立志伝V』のように、設定によりミニゲームを省略して進行できる作品も存在する。
- 『ファイナルファンタジーVII』（RPG）内の『Gバイク』（レースゲーム）、『チョコボレース』（同）、『潜水艦ゲーム』（シューティングゲーム）など
- 『ファイナルファンタジーIX』（RPG）内の『クアッドミスト』
- 『ドラゴンクエストXI 過ぎ去りし時を求めて』（RPG）内の『ウマレース』（レースゲーム）
- 『デジタル・デビル物語 女神転生II』（RPG）内の『デビルバスター』
- 『さんまの名探偵』（アドベンチャーゲーム）内のボートレース（レースゲーム）、犯人追跡ゲーム（アクションゲーム）など
- 『ワギャンランド』（アクションゲーム）内のしりとり、神経衰弱 - このシリーズではボスキャラクターとの戦いがミニゲームによって行われる。
- 『リトルバスターズ!』（アドベンチャーゲーム）内の『野球』『バトルランキング』など。進行の都合上、最初の数回だけ強制されることがあるが、途中からプレイヤーの任意でオフにすることもできる（失敗した場合や成績の良し悪しはストーリーの進行に影響されない）。
  - なお、『リトルバスターズ!エクスタシー』（18禁）で追加された『地下迷宮の探索』だけオフにすることができない。
- 『タントアール』シリーズや『こちら葛飾区亀有公園前派出所 勝てば天国!負ければ地獄! 両津流 一攫千金大作戦!』などのように数々のミニゲームをクリアしていく事自体がゲームの目的となっているものもある。これらは後述の#ミニゲームの集合体にも該当する。

### ロード待ち時間に挿入されるミニゲーム
容量の少ないミニゲームを先に読み込み、その裏でゲーム本編のロードを行うという手法。ミニゲームの成績によって隠し要素が使えるようになるなどの特典もある。
ナムコ（後のバンダイナムコエンターテインメント）がこの手法で特許（1994年12月2日出願、1996年6月18日公開、特許番号第2742394号）を取得しており、家庭用ゲーム特有の長いロード時間を感じさせないよう工夫されている。同社の特許文献では、『リッジレーサー』（メインゲーム）のロード時に『ギャラクシアン』（プレゲーム）をロードするのを例に、「プレイヤーは待ち時間にいらいらすることなくゲームを開始することが可能となる」としている。
ナムコで採用されているミニゲーム
- 『リッジレーサー』（PS/レースゲーム） - 『ギャラクシアン』
- 『リッジレーサーレボリューション』（PS/レースゲーム） - 『ギャラガ'88』(チャレンジングステージのみ)
- 『エースコンバット』（PS/シューティングゲーム） - 本作では最初からミニゲームがプレイできず、隠しコマンドを入力することで画面内の敵を多く倒すミニゲームが出現する。
- 『鉄拳』（PS/対戦格闘） - 『ギャラガ』(チャレンジングステージのみ)
- 『ワールドスタジアムEX』（PS/野球ゲーム） - グラウンドに散らばった20個のボールを拾い集めるゲーム。
- 『鉄拳5』（PS2/対戦格闘） - 『スターブレード』
- 『リッジレーサーズ』（PSP/レースゲーム） - 『ニューラリーX』
- 『リッジレーサーズ2』（PSP/レースゲーム） - 『ニューラリーX』（デビルカーバージョン）
- 『リッジレーサー6』（Xbox 360/レースゲーム） - 『パックマン』
- 『リッジレーサー7』（PS3/レースゲーム） - 『ゼビウス』

ナムコ以外のミニゲーム
2014年以降、ナムコの特許権が消滅したことで他メーカーでも同様の手法を採用できるようになった。
- 『実況パワフルプロ野球99開幕版』（PS/野球ゲーム） - ボールを打ち返すゲーム。
- 『ボンバーマン』（Wii/アクションゲーム） - 『にげボン』（Wi-Fiバトルゲームの追加対戦を待っている間にプレイできるミニゲーム。次々に出現する火力2のボムの爆風に当たらないように逃げ続ける。）
- 『スプラトゥーン』（Wii U/アクションシューティングゲーム） - 『イカジャンプ』

### ミニゲームの集合体
『メイド イン ワリオ』のように、1本のゲームソフト自体が多くのミニゲームから構成されているものもある。また、同じくミニゲームを多く含んだ『マリオパーティシリーズ』などは、多人数プレイヤー向けに作られたパーティーゲームとして考えられる。『ボンバーマンランド』のようにゲーム内の架空の遊園地のアトラクションとして多くのミニゲームが収録されているものもある。